# Eudoxie Baboul
Pour les articles homonymes, voir Eudoxie.
Eudoxie Baboul, née le 1er octobre 1901 à Sinnamary et morte le 1er juillet 2016 à Cayenne, est une supercentenaire française.

## Biographie
Eudoxie Firmine Baboul naît en 1901 au lieu-dit Savane-Brigandin de la commune de Sinnamary, en Guyane. Si l'on s'en tient à ses propos, elle serait née le 30 septembre et non le 1er octobre 1901, mais aurait été déclarée au lendemain de sa naissance.
Elle est la doyenne des Français à partir de la mort d'Olympe Amaury le 12 mai 2015 et des Français d'outre-mer à partir de la mort le 28 mai 2013 d'Irénise Moulonguet qui vivait en Martinique.
Eudoxie Baboul meurt le 1er juillet 2016 au centre hospitalier Andrée-Rosemon de Cayenne, à l'âge de 114 ans.